# Ситцевый телескоп
Ситцевый телескоп (вариететная форма) — одна из искусственно культивированных декоративных пород аквариумной «золотой рыбки» (лат. Carassius gibelio forma auratus (Bloch, 1782)) с большими глазами — как у телескопа, пышным хвостом — как у вуалехвоста, и, пёстрой окраской — как у шубункин.

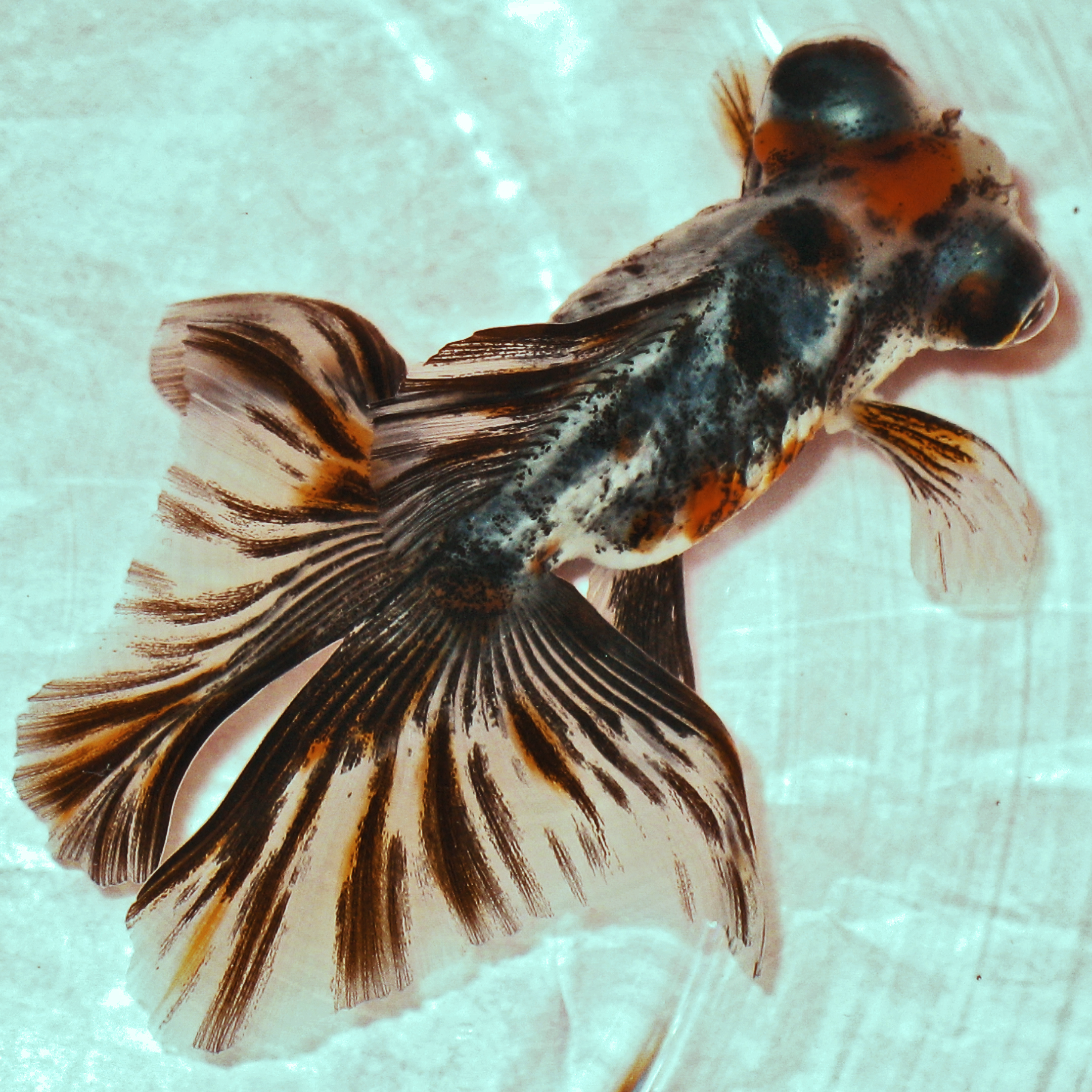
Ситцевый телескоп

## Наименования
Ситцевый телескоп известен как тигровый (тигровая рыбка) и пёстрый.

## История происхождения
Бесчешуйчатый вуалехвостый телескоп получен в результате скрещивания китайского бесчешуйчатого телескопа с коротким хвостом и вуалехвоста. Эту породу рыбок можно назвать просто телескопом, поскольку он является современной комбинацией наиболее интересных особенностей золотой рыбки — телескопа: элегантных и грациозных плавников, яркой многоцветной окраски и поражающей гротескности драконообразных выпученных глаз. Длина и форма плавников телескопа несколько уступают плавникам вуалехвоста, а окраска — окраске шубункина. Величина глаз не уступает величине глаз китайского короткохвостого телескопа.
Родиной ситцевых телескопов являются земли прусского королевства в Германии, где в районе Берлина и была выведена эта необычная порода телескопов.
В настоящее время, как русские породы золотых рыбок — чрезвычайно редка.

## Описание
Короткое яйцевидное тело, все плавники удлиненные, хвостовой и анальный плавники раздвоенной вуалевой формы. Спинной плавник «флагоподобный». Примечательным признаком всех вуалехвостых телескопов являются их сильно раздутые и расширенные глаза с цилиндрическим глазным яблоком. Форма и величина глаз не всегда симметрична: иногда только один глаз «телескопический», а другой нормальный. Характерно отсутствие чешуи.

### Окрас
Окраска ситцевого телескопа белая с голубоватым отливом. Красные пятна различных размеров с чёрными мелкими крапинками в большом количестве разбросаны по всему телу и плавникам. Кроме обычной цветовой гаммы пятен тела — чёрного, белого, жёлтого и красного, имеются ещё и более редкие — розоватые и синеватые или голубые. Особенно ценен именно голубовато-синий. Синий или голубоватый оттенок цвета появляется не сразу, а лишь на третий год жизни золотой рыбки.

## Условия содержания и размножения
Вуалевых телескопов содержат при:
- Жёсткость воды (gH) до 20°;
- Кислотность воды (pH) 6,5-8,0;
- Температура (t) 12-28 °C.

Рыбок опасно содержать с более темпераментными рыбками, чем телескопы, вуалехвосты, пузыреглазы и др. Острые предметы могут травмировать нежные глаза рыб и плавники. Грунт необходимо подбирать в виде мелкой гальки.

### Кормление
К кормам неприхотливы и всеядны: едят как живую, так и растительную пищу, а также сухие корма.

### Размножение
Половозрелость телескопов и возможность их размножения наступает через год после вылупления мальков из икринок. Подготовка к нересту аналогична описанной для других карповидных: нерестовик обустраивается в центре 100—150 литрового аквариума с нерестовой решеткой, одним или двумя распылителями и пучком мелколиственных растений в центре. На одну самку 2-х самцов. Плодовитость от 2 до 10 тыс. икринок. Личинка выходит через 2 суток. На 5-й день мальки начинают плавать. Кормление мальков — коловраткой.
Для разведения:
- Показатели жёсткости воды (gH) 8-15°;
- Кислотность воды (pH) 7,0-8,0;
- Температура (t) 22-28 °C.